# باشگاه فوتبال اوکژتپس
باشگاه فوتبال اوکژتپس (قزاقی: Оқжетпес Футбол Клубы) یک باشگاه فوتبال در کشور قزاقستان است که در شهر کوکشه‌تاو فعالیت دارد.